# Rungia repens
Rungia repens là một loài thực vật có hoa trong họ Ô rô. Loài này được (L.) Nees miêu tả khoa học đầu tiên.